# Boucieu-le-Roi
Boucieu-le-Roi là một xã ở tỉnh Ardèche, vùng Auvergne-Rhône-Alpes ở đông nam nước Pháp.